# Atletismo nos Jogos Pan-Americanos de 2015 - 400 m com barreiras feminino

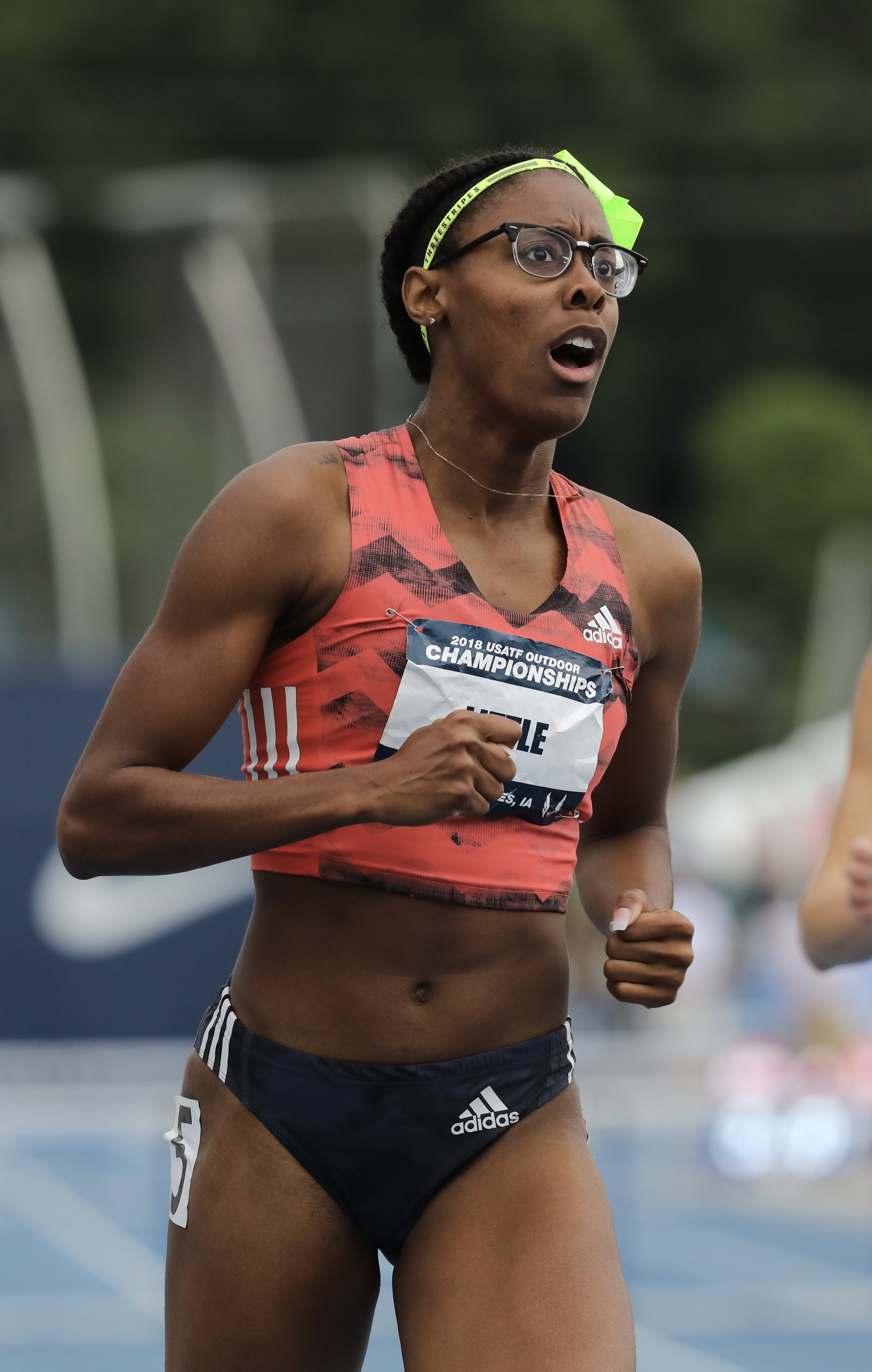
Vencedora Shamier Little (2018)

A competição dos 400 m com barreiras feminino foi um dos eventos do atletismo nos Jogos Pan-Americanos de 2015, em Toronto. Foi disputada no Estádio CIBC de Atletismo Pan e Parapan-Americano entre os dias 21 e 22 de julho.

## Calendário
Horário local (UTC-4).
| Data        | Horário | Fase      |
| ----------- | ------- | --------- |
| 21 de julho | 12:05   | Semifinal |
| 22 de julho | 19:15   | Final     |

## Medalhistas
| Ouro   | USA Shamier Little    |
| Prata  | CAN Sarah Wells       |
| Bronze | URU Déborah Rodríguez |

## Recordes
Recordes mundial e pan-americano antes da disputa dos Jogos Pan-Americanos de 2015.
| Tipo                             | Atleta            | Tempo | Local    | Data                |
| -------------------------------- | ----------------- | ----- | -------- | ------------------- |
|                                  | Yuliya Pechonkina | 52.34 | Tula     | 8 de agosto de 2003 |
| Recorde dos Jogos Pan-Americanos | Daimí Pernía      | 53.44 | Winnipeg | 28 de julho de 1999 |

## Resultados

### Semifinal
| Colocação | Bateria | Atleta             | Nacionalidade         | Tempo   | Notas |
| --------- | ------- | ------------------ | --------------------- | ------- | ----- |
| 1         | 2       | Shamier Little     | USA Estados Unidos    | 56.08   | Q     |
| 2         | 1       | Sparkle McKnight   | TTO Trinidad e Tobago | 56.56   | Q,    |
| 3         | 2       | Sarah Wells        | CAN Canadá            | 56.77   | Q     |
| 4         | 2       | Zurian Hechavarria | CUB Cuba              | 56.82   | Q,    |
| 5         | 2       | Déborah Rodríguez  | URU Uruguai           | 56.86   | q     |
| 6         | 2       | Jessica Gelibert   | HAI Haiti             | 57.58   | q, SB |
| 7         | 1       | Zudikey Rodríguez  | MEX México            | 57.64   | Q,    |
| 8         | 1       | Sharolyn Scott     | CRC Costa Rica        | 57.76   | Q,    |
| 9         | 2       | Samantha Elliott   | JAM Jamaica           | 58.30   |       |
| 10        | 1       | Sage Watson        | CAN Canadá            | 58.36   |       |
| 11        | 1       | Ristananna Tracey  | JAM Jamaica           | 58.62   |       |
| 12        | 1       | Jailma de Lima     | BRA Brasil            | 58.72   |       |
| 13        | 1       | Magdalena Mendoza  | VEN Venezuela         | 58.95   |       |
| 14        | 2       | Josanne Lucas      | TRI Trinidad e Tobago | 1:00.30 |       |
| 15        | 2       | Jenea McCammon     | GUY Guiana            | 1:03.21 |       |
| 16        | 1       | Kori Carter        | USA Estados Unidos    | DNS     |       |

### Final
| Colocação         | Faixa | Atleta             | Nacionalidade         | Tempo   | Notas                |
| ----------------- | ----- | ------------------ | --------------------- | ------- | -------------------- |
| Medalha de ouro   | 4     | Shamier Little     | USA Estados Unidos    | 55.50   |                      |
| Medalha de prata  | 3     | Sarah Wells        | CAN Canadá            | 56.17   |                      |
| Medalha de bronze | 2     | Déborah Rodríguez  | URU Uruguai           | 56.41   |                      |
| 4                 | 8     | Zurian Hechavarria | CUB Cuba              | 56.72   | Recorde da temporada |
| 5                 | 5     | Sparkle McKnight   | TTO Trinidad e Tobago | 57.30   |                      |
| 6                 | 6     | Zudikey Rodríguez  | MEX México            | 57.65   |                      |
| 7                 | 7     | Sharolyn Scott     | CRC Costa Rica        | 58.65   |                      |
| 8                 | 1     | Jessica Gelibert   | HAI Haiti             | 1:00.23 |                      |

Legenda
| Recorde mundial                  | Recorde mundial (World record)               |                       | Recorde africano                      | Recorde africano (African) |                                           | Q | Classificado por posição (Qualified) |
| Recorde dos Jogos Pan-Americanos | Recorde pan-americano (Pan-American record)  | Recorde da América    | Recorde da América (Americas)         | q                          | Classificado por melhor tempo (Qualified) |   |                                      |
| Melhor marca do ano              | Melhor marca do ano (World leading)          | Recorde asiático      | Recorde asiático (Asian)              | DNS                        | Não largou (Did not start)                |   |                                      |
| Recorde nacional                 | Recorde nacional (National record)           | Recorde europeu       | Recorde europeu (European)            | DNF                        | Não terminou (Did not finish)             |   |                                      |
| Recorde pessoal                  | Recorde pessoal do atleta (Personal best)    | Recorde da Oceania    | Recorde da Oceania (Oceania)          | DSQ / DQ                   | Desclassificado (Disqualified)            |   |                                      |
| Recorde da temporada             | Recorde da temporada do atleta (Season best) | Recorde sul-americano | Recorde sul-americano (South America) | NM                         | Sem marca (No mark)                       |   |                                      |